# Sugar (Editors)
Sugar is een nummer van de Britse indierockband Editors uit 2014. Het is de vierde single van hun vierde studioalbum The Weight of Your Love.
Het nummer bereikte enkel de hitlijsten in Vlaanderen, waar het de 4e positie behaalde in de Tipparade. Desondanks geniet het nummer elders in Europa ook bekendheid, en wordt het vooral veel gedraaid op stations die voornamelijk alternatieve muziek draaien.